# Pxenitxni
Pxenitxni (en rus: Пшеничный) és un poble (un possiólok) del krai de Stàvropol, a Rússia, que el 2017 tenia 407 habitants. Pertany al districte rural de Petrovski.